# 藿胆丸
藿胆丸，是一种中成药，為廣藿香葉片與豬膽粉混合製成，經口服有治療急、慢性鼻炎、鼻塞及鼻竇炎的效果，需貯藏於密閉防潮處。

## 外观與性質
藿膽丸为直径3mm的球形颗粒，外觀為黑色，味苦且有特異氣味，芳香化浊，清热通窍。可治療膽經郁火所引發的鼻塞。

## 藥理作用
辽宁中医药大学有實驗研究藿胆丸對鼻炎及鼻竇炎的抗炎作用機制，結果發現藿胆丸對金黃色葡萄球菌、肺炎鏈球菌、大腸桿菌及肺炎克雷伯菌等鼻炎相關細菌的抑制作用並不明顯，但能顯著降低組織胺及前列腺素的含量，由於此兩者是造成發炎反應的主要物質，可推測藿胆丸治療鼻炎及鼻竇炎的機制是透過抑制組織胺及前列腺素而抑制發炎反應，而非抑制相關細菌。除此之外，辽宁中医药大学亦研究出藿胆丸除了抑制發炎反應之外，還可透過增強免疫反應（透過活化外周血白細胞及脾淋巴細胞）而達到治療鼻炎及鼻竇炎的效果。
另外也有多組研究證實了藿膽丸透過抑制發炎反應、過敏及增強免疫來達到治療鼻炎及鼻竇炎的效果。

## 服用禁忌
服用藿胆丸時要注意下列禁忌：
- 不可同時服用菸酒、辛辣的食物或滋補性中藥。
- 雖為非處方性藥品，但有高血壓、糖尿病、肝病、腎病等慢性病患者或兒童、老人、孕婦及哺乳期婦女應在醫生指導下服用[2]。

## 外部連結
- 李晓岩、张冬梅. . 北京市顺义区医院 首都医科大学.   [2011-06-02]. （原始内容存档于2016-03-04） （中文（中国大陆））.